# Второй тон (буква)
Ƨ, ƨ (второй тон) — буква расширенной латиницы. Использовалась в смешанном чжуанском алфавите с 1957 по 1986 годы, а также в метелчице.

## Использование
В смешанном алфавите обозначала второй тон ([˧˩] в МФА). В 1986 году была заменена на Z. В метелчице являлась 11-й буквой алфавита и обозначала звук [ə].

## Начертание
Начертание этой буквы похоже на цифру 2 (от которой буква происходит) и курсивную букву кириллицы Г (г).